# Cyril Akpomedah
Cyril Akpomedah (Enghien-les-Bains, 2 mei 1979) is een Frans voormalig basketballer.

## Carrière
Akpomedah startte zijn basketbalcarrière bij Cholet Basket. Na twee seizoenen trok hij naar Champagne Basket, waar hij meer speelminuten kreeg, zowel in de Franse eerste als tweede klasse. In 2003 keerde hij terug naar Cholet Basket, wat na drie seizoenen een terugkeer naar de eerste klasse betekende. Van 2005 tot 2007 speelde hij voor de Belgische club Spirou Charleroi.
Na twee seizoenen ging hij korte tijd spelen in Bosnië bij HKK Široki. Hij keerde terug naar Frankrijk en ging spelen bij Paris-Levallois Basket, waar hij een jaar actief was. Na een seizoen ging hij spelen voor reeksgenoot Gravelines-Dunkerque, waar hij zes seizoenen speelde. Na zes jaar ging hij nog twee seizoenen spelen voor AS Monaco Basket en in 2016 stopte hij met basketballen.

## Privéleven
Hij is de oom van Killian Hayes die ook profbasketballer werd.

## Erelijst
- Franse bekerwinnaar: 1998, 1999
- Bosnisch landskampioen: 2007
- Leaders Cup: 2011, 2013, 2016